# Richard Essex
Pour les articles homonymes, voir Essex (homonymie).
Richard Essex, nom de plume de Richard Henry Starr (1878-1968), est un auteur britannique de roman policier.  Il a également signé quelques textes Richard Starr.

## Biographie
Dès 1915, il signe Richard Starr un roman d’espionnage et donne des romans sentimentaux et quelques romans policiers ou d'aventures.   En 1932, en parallèle, il adopte le pseudonyme de Richard Essex sous lequel il fait paraître la série haute en couleur des aventures relatant la lutte entre l’inspecteur Jack Slade et le cambrioleur Lessinger.
Jack Slade est un membre du parlement et chef de parti dont l’avenir politique a été irrémédiablement compromis en l’espace d’une nuit et qui, pour expier ses fautes et tromper un chagrin d’amour, cache son identité sous un pseudonyme et s’est engagé dans la lutte contre le crime au sein du département H de la police londonienne. Lessinger, quant à lui, conjugue avec bonheur l’humour et l’élégance britanniques du Raffles de Hornung au brillant sens de l’organisation et de la justice de l’Arsène Lupin de Maurice Leblanc.  Lessinger, secondé par la jeune et jolie Serpolet, aussi intelligente que courageuse, est le chef d’une bande de cambrioleurs dévoués qui déjouent tous les filets tendus pour leur mettre la main au collet.  Tout comme Lupin, Lessinger est également un maître du déguisement et des fausses identités.
Plusieurs des romans de la série sont fondés sur une ou plusieurs nouvelles que l’auteur développait après leur publication dans le magazine britannique The Thriller.
Sous son nom, Richard Starr a également écrit des nouvelles policières de littérature d’enfance et de jeunesse ayant pour héros Marcus Buller.

## Œuvre

### Romans

#### SérieJack Slade et Lessinger
- Slade of the Yard (1932) Publié en français sous le titre Le dormeur s’éveille, Paris, Librairie des Champs-Élysées, Le Masque no 271, 1939
- Slade Scores Again (1933) Publié en français sous le titre Sept signatures, Paris, Librairie des Champs-Élysées, Le Masque no 276, 1939
- Lessinger Comes Back (1935) Publié en français sous le titre Lessinger revient, Paris, Librairie des Champs-Élysées, Le Masque no 393, 1951
- The Secret Seven: Slade of the Yard versus the Biggest Brains of Crime (1935)
- Lessinger’s Lapse (1936)
- Murder in the Bank. A Lessinger Story (1936) Publié en français sous le titre Lessinger couche à la banque, Paris, Librairie des Champs-Élysées, Le Masque no 383, 1950
- Marinova of the Secret Service. A Lessinger Story (1937)
- Lessinger Laughs Last: Featuring Slade of the Yard versus the Will O’ The Wisp Crook (1938) Publié en français sous le titre Lessinger a le dernier mot, Paris, Librairie des Champs-Élysées, Le Masque no 426, 1952
- The Mystery of Tornella’s Jewels (1938)
- Assisted by Lessinger (1939) Publié en français sous le titre Lessinger joue au détective, Paris, Librairie des Champs-Élysées, Le Masque no 372, 1949
- The Girl in Black (1966)

#### Romans signés Richard Starr
- Married to a Spy (1915)
- The Fifty-Fifty Mariage (1922)
- The Adopted Daughter (1926)
- Daphne Unlimited (1930)
- Joan and Garry (1931)
- The Stunt Girl (1931)
- The Love of Mary Wilder (1932)
- Under a Tropical Moon  (1932)
- True to His Word (1932)
- Mary Elizabeth Adventuress (1932)
- Tessa (1932)
- Athalie Takes Her Chance (1933)
- The Purple Patches (1933)
- The Hope of the Corletts (1934)
- The Hero’s Wife (1934)
- Belinda Tries Again (1934)
- Gangster’s Girl (1935)
- Secret Lives (1936)
- The Black Skinners (1936)
- The Return of Yolanta (1938)
- Rich Man, Poor Man (1938)
- Blood from a Stanger (1939)
- Lover Abroad (1939)
- Gipsy Love (1940)
- Islands of Stream : a romance (1942)

### Nouvelles

#### SérieJack Slade et Lessinger
- Wanted (1934)
- Death’s Deputy (1934)
- The Fence’s Victim (1935)
- In Fear of Four (1935)
- The Purple Pie (1935)
- The Trail of the Tiger (1935)
- The Bank Manager’s Secret (1936)
- Larry the Rat (1936)
- Lessenger Interferes (1936)
- Secret Service (1936)
- Lessinger in the Spot (1937)
- They All Wanted Arabella Minter (1937)

#### Autre nouvelle
- Queen of the Ranch (1927)

#### SérieMarcus Bullersignée Richard Starr
- The Riddle of the Amazing Tramp (1940)
- The Riddle of the Blazing Ricks (1940)
- The Riddle of the Escaped Convict (1940)
- The Riddle of the Parliamentary Bill (1940)
- The Riddle of the Tollington Folly (1940)
- The Riddle of the Unusual Robbery (1940)

#### Autres nouvelles signées Richard Starr
- An Experiment in Toe-Prints (1907)
- The Girl Who Wasn’t Emily (1929)

## Sources
- Jacques Baudou et Jean-Jacques Schleret, Le Vrai Visage du Masque, vol. 1, Paris, Futuropolis, 1984, 476 p. (OCLC 311506692), p. 160.